# Fredrik Sylvan
Carl Fredrik Sylvan, född 6 oktober 1884 i Helsingborg, död 17 februari 1969, var en svensk företagsledare. Han var son till August Sylvan.
Efter studentexamen 1903 bedrev Sylvan handelsstudier i Storbritannien och Tyskland. Han blev verkställande direktör i N. Perssons och Aug. Sylvans Fastighets AB 1909, i AB Sylvan & Qvibelius 1916–1924 och i Fredrik Sylvans Kolimport AB från 1927. Han var ägare av firma Sylvan & Iacobi, etablerad 1923. Han var ordförande i styrelsen för Nordvästra Skånes orkesterförening och invaldes som associé av Kungliga Musikaliska Akademien 1947. Han var också vice ordförande i Helsingborgs brandstyrelse. Fredrik Sylvan är begravd på Nya kyrkogården i Helsingborg.